# Junta de Educação Nacional
A Junta de Educação Nacional (1929 — 1936) foi uma instituição estatal portuguesa que pretendeu europeizar a ciência e a pedagogia em Portugal. Esteve  instalado num gabinete do Ministério da Instrução Pública.

## Enquadramento
Foi criada pelo Decreto n.º 16 381, de 16 de Janeiro de 1929, como um organismo permanente e autónomo, integrado no Ministério da Instrução Pública, tendo como funções, entre outras, fundar, melhorar ou subsidiar instituições destinadas a trabalhos de investigação e propaganda científica, organizar e fiscalizar um serviço de bolsas de estudo e promover o intercâmbio cultural e a expansão da cultura portuguesa. A organização e missões encontraram inspiração no modelo espanhol, nomeadamente na Junta para Ampliación de Estudios e Investigaciones Científicas (embrião do actual Consejo Superior de Investigaciones Científicas).
Com a alteração dos contextos políticos, económicos e sociais operados pela Revolução Nacional, no âmbito da Reforma Carneiro Pacheco, operada pela Lei n.º 1941, de 11 de Abril de 1936 (a Lei de Bases da Educação do Estado Novo), a Junta de Educação Nacional foi integrada na Junta Nacional da Educação. Naquela nova organização, foi transformada em Instituto para a Alta Cultura, ganhando atribuições no domínio da educação artística e, depois, no apoio à realização de manifestações artísticas.

### Historial
A criação de um organismo de apoio ao desenvolvimento científico surgiu em Portugal no contexto da reforma universitária de 1911, levada a cabo pela nascente Primeira República Portuguesa, quando se tornou claro para os universitários portugueses a necessidade de acompanhar o que ia ocorrendo noutros países e de coordenar e fortalecer a produção científica nacional. Seguindo o espírito reformista que então percorria a sociedade portuguesa, foram surgindo diversos projectos, propostas, debates e até vários ensaios de organismos dedicados à promoção e organização da ciência e da cultura, protagonizados por cientistas, engenheiros, pedagogos e, em alguns casos, iniciativas de políticos, para quem a condição fundamental do progresso económico e social do País residia no seu desenvolvimento cultural e científico. Entre esses projectos, aquele que teve maior sucesso foi a criação da Junta de Orientação dos Estudos, pelo Decreto n.º 9332, de 29 de Dezembro de 1923, que cria, no Ministério da Instrução Pública, um organismo técnico permanente, que se denominará Junta de Orientação dos Estudos. Contudo a crónica instabilidade política da Primeira República, que vivia os seus anos finais, impediu que o projecto vingasse e em 1924 a Junta ainda não funcionava. A queda do regime em 28 de Maio de 1926 interrompeu o processo, mas ficou um importante acervo do ponto de vista do pensamento e da cultura que antecipava nitidamente realizações posteriores.
Implantada a ditadura militar, a criação da Junta de Educação Nacional (JEN) foi uma iniciativa de Gustavo Cordeiro Ramos, ao tempo Ministro da Instrução Pública do governo da Ditadura Nacional presidido pelo general José Vicente de Freitas. Em 1951, aquele filólogo e professor universitário relembrou que a "criação daquele organismo obedeceu a um duplo objectivo: se por um lado procurávamos quebrar o isolamento que nos últimos séculos nos afastara do convívio íntimo e permanente com os mais autorizados centros de cultura no estrangeiro, condição imprescindível do levantamento do nível mental da Nação, aproveitando o que lá de fora nos poderia interessar, sobretudo nos métodos de investigação e nas esferas da actividade científica, em que o nosso atraso técnico se mostrasse mais acentuado (...); por outro iam-se proporcionar meios de trabalho aos estudiosos e facilitar-lhe o aperfeiçoamento, a expansão e propaganda séria do seu labor, não só internamente, mas extra-muros pátrios, como pioneiros e promotores da cultura universal".
Nos termos do Decreto n.º 16 381, de 16 de Janeiro de 1929, a JEN era um organismo permanente e autónomo, integrado no Ministério da Instrução Pública. Estavam-lhe cometidas, entre outras, as funções de fundar, melhorar ou subsidiar instituições destinadas a trabalhos de investigação e propaganda científica; organizar e fiscalizar um serviço de bolsas de estudo; promover o intercâmbio cultural, a expansão da cultura portuguesa. O modelo inspirador foi o espanhol, onde a Junta para Ampliación de Estudios e Investigaciones Científicas, em cujas reuniões participaram observadores portugueses, serviu de molde.
A criação da JEN abriu caminho ao lançamento de um conjunto de medidas de apoio à investigação científica, aperfeiçoamento artístico e expansão da língua e cultura portuguesas, que teve como prioridade a "expansão cultural", onde o ensino da língua e literatura portuguesas assumiu um papel central, quer pela natureza estratégica no acesso às academias estrangeiras quer pela função política a que estaria associada, função que o Relatório de Actividades de 1931 sumariava ao afirmar que a "porta da nossa entrada nas Universidades estrangeiras é a do ensino da língua e da literatura portuguesas. Ainda que o não fosse, deveria ser esse ensino uma das maiores preocupações da Junta de Educação Nacional, porque o conhecimento da língua de um país é o mais poderoso elemento da sua propaganda e da valorização da sua cultura".
Ao contrário das tentativas anteriores que nunca contaram com o claro apoio político governamental, a JEN contou sempre na sua direcção, de forma estratégica e logo desde 1929, com elementos da confiança política da Ditadura Nacional e do nascente Estado Novo. O novo organismo foi rapidamente dotado de um regulamento, aprovado pelo Decreto n.º 17037, de 26 de Junho de 1929, que incluía o estabelecimento de delegações em Coimbra e no Porto. Manifestação clara do interesse político no funcionamento da JEN são as sucessivas alterações legislativas que foi sofrendo, com sucessivas alterações e adições ao seu regime jurídico, nomeadamente as introduzidas pelo Decreto n.º 17456, de 14 de Outubro de 1929, pelo Decreto n.º 19552, de 1 de Abril de 1931 e pelo Decreto n.º 20352, de 26 de Setembro de 1931.
Na sua acção, a JEN criou um quadro dos apoios à investigação que seguiu um plano de conjunto que contemplava a atribuição de bolsas em Portugal e no estrangeiro, subsídios a centros de estudos, laboratórios e publicações. O plano de apoios tinha como objectivo "formar investigadores, proporcionar-lhes meios de trabalho" e depois "colocá-los em condições de poderem consagrar à investigação a maior parte, senão a totalidade do seu tempo e das suas forças". Embora de forma incipiente, houve a preocupação de preparar técnicos que viabilizassem a integração do conhecimento técnico-científico nos sectores produtivos nacionais.
Com o processo de consolidação institucional do Estado Novo, marcado pela aprovação plebiscitária da Constituição Portuguesa de 1933, e com a afirmação ideológica do nacionalismo e do corporativismo do regime, surgiu a grande reforma do sistema educativo, cultural e científico contida na Lei n.º 1941, de 11 de Abril de 1936. Aquele diploma, elaborado sob a direcção de Carneiro Pacheco, ao tempo Ministro da Instrução Pública, estabeleceu as bases jurídicas da acção do Estado Novo em matéria de educação, ciência, cultura, juventude e desporto, e estabelece, logo na sua Base II, a criação da Junta Nacional da Educação, cuja 7.ª secção constituiria o Instituto para a Alta Cultura e substituiria a JEN, que era extinta.
Esta reforma concretizou-se pela publicação do Decreto-Lei n.º 26611, de 19 de Maio de 1936, que efectivamente extinguiu a JEN e no seu artigo 11.º estrutura o Instituto para a Alta Cultura, título que manteve até 1952, quando a sua designação foi alterada para Instituto de Alta Cultura. O diploma impunha uma lógica de centralização que vitimou a JEN, que foi colocado como 7.ª secção da recém-criada Junta Nacional de Educação, o que foi motivo de longas polémicas e críticas da direcção, que só viu a autonomia ser parcialmente recuperada em 1952.
A acção da JEN é na actualidade parcialmente prosseguida pela Fundação para a Ciência e Tecnologia, no que respeita à investigação científica, e pelo Instituto Camões, na vertente da promoção da língua e cultura portuguesas.

## Presidentes
- Contraalmirante Carlos Viegas Gago Coutinho (1929-1930);
- Agostinho de Campos (1929-1930), em substituição;
- Marck Athias (1930 - 1934);
- Augusto Pires Celestino da Costa (1934 - 1937).

## Bolseiros Ilustres da JEN/IAC
- Agostinho da Silva
- Delfim Santos
- Eduardo Lourenço
- Elza Paxeco
- Henrique João Barahona Fernandes
- Irene Lisboa
- José Pedro Machado
- José Rodrigues Miguéis
- Orlando Ribeiro[16]
- Branca Edmée Marques
- Domingos Rosado Victória Pires[17]